# Pałac w Żukowicach
Pałac w Żukowicach (niem. Schloss Nieder Herrndorf) –  zabytkowy pałac we wsi Żukowice (województwo dolnośląskie)  w Polsce, w powiecie głogowskim, w gminie Żukowice.
Piętrowy pałac wybudowany w 1743, kryty dachem mansardowym z lukarnami. Od frontu ryzalit zwieńczony trójkątnym frontonem. We frontonie napisy w j. łac.  od krawędzi: Deo et credidi et vici laborem. Deo optimo maximo juvante (Wierzyłem w Boga i ciężko pracowałem. Bóg jest najwyższym i największym pomocnikiem), poniżej: Hostiti igne destructa MDCCIX. Refecta MDCCLXIII (Wróg zniszczył ogniem 1709. Przywrócony 1763). W centrum frontonu herby z inicjałami małżeństwa SKVB (S.K. von Berge) i  (HEVK Hedwig, Elisabeth von Knobelsdorff), ozdobione panoplią. W ryzalicie wejście  główne umieszczone centralnie w ozdobnym portalu między dwoma półkolumnami korynckimi podtrzymującymi balkon z kamienną balustradą. Po bokach budynku głównego wysunięte do przodu alkierze.

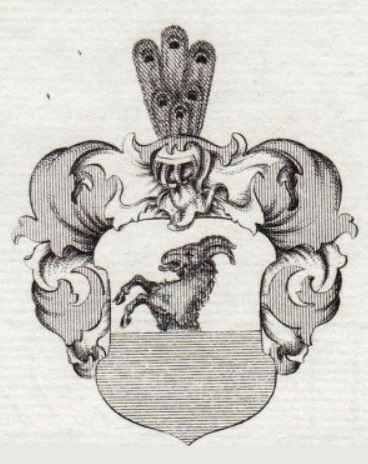
Herb von Berge
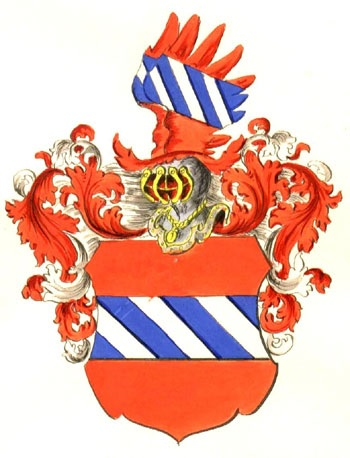
Herb Hedwig von Knobelsdorff
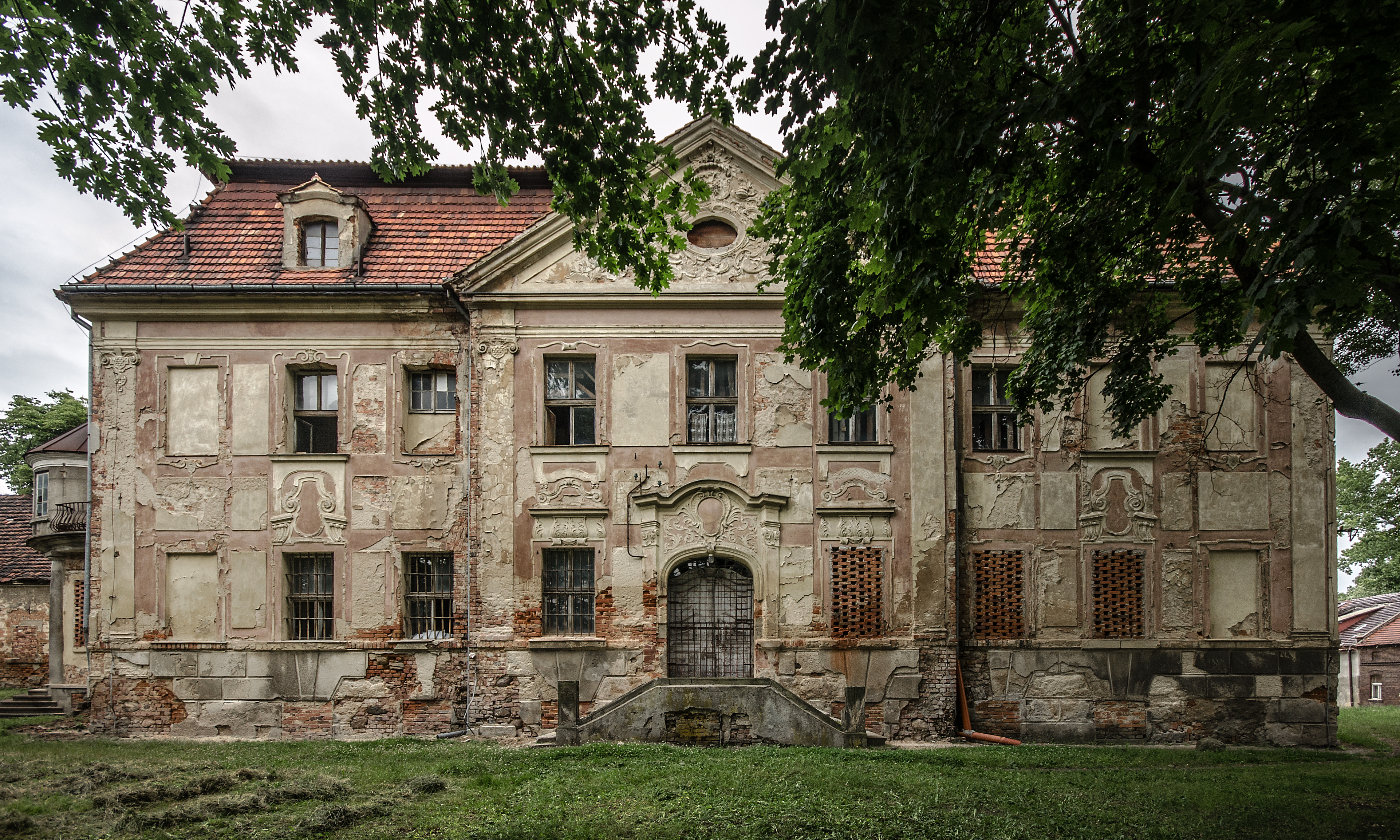
Pałac od strony parku
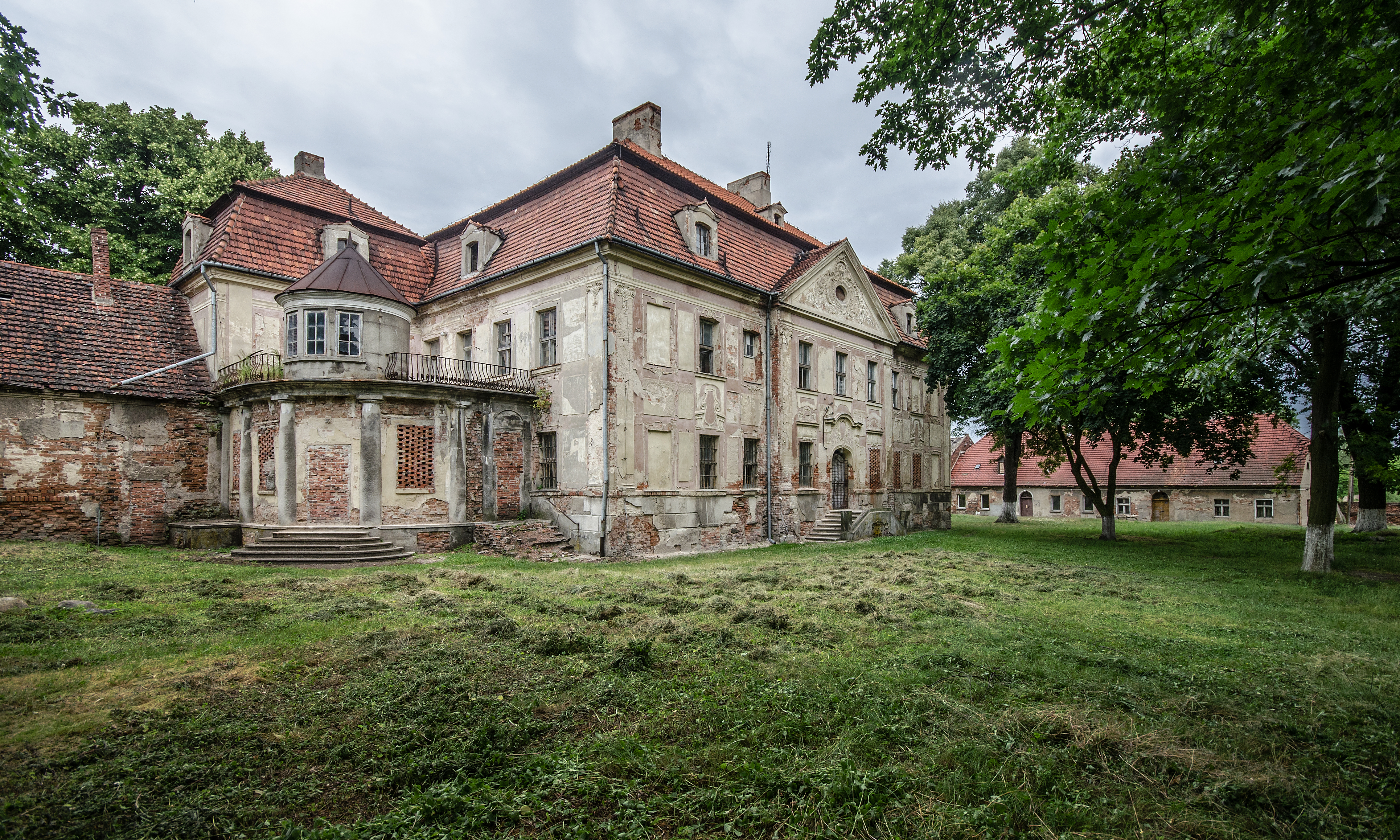
Pałac od strony parku